# Symphony X
A Symphony X egy amerikai együttes, mely zenéjében az európai power metal jellegzetességeit ötvözi neoklasszikus és progresszív metal elemekkel. A zenekar 1994-ben alakult New Jersey-ben, szélesebb rajongóbázisra pedig a The Divine Wings of Tragedy és az V-The New Mythology Suite albumaikkal sikerült szert tenniük.

## Története

### 1990-es évek
Michael Romeo gitáros (ex-Phantom's Opera, ex-Gemini) 1994-es The Dark Chapter című demókazettájával hívta fel magára a figyelmet, különösen Japánban. Ezt követően Thomas Miller basszusgitárossal, Jason Rullo dobossal, Rod Tyler énekessel, és Michael Pinnella billentyűssel felvette a Symphony X debütáló albumát, mely a Symphony X címet kapta. A korong 1994-ben jelent meg, a Zero Corporation kiadónál. A progresszív metal és a neoklasszikus power metal elemeit egyaránt felmutató lemez pozitív kritikákban részesült, főleg Japánban.
Ezt hamar követte a második album, mely The Damnation Game címmel került a lemezboltok polcaira. Rod Taylor ekkor hagyta el az együttest, nem sokkal később csatlakozott hozzájuk a jelenlegi énekes Russell Allen.
Így a The Damnation Game albumon már az ő hangja hallható.
1996-ban jelent meg a hármas sorszámú lemez a The Divine Wings of Tragedy, mellyel nemzetközileg is az elismert zenekarok táborába léptek. A korongon felerősödtek a progresszív metal hatások, kiváló példa erre a 20 perces címadó dal.
A lemez kereskedelmileg is sikereket aratott, csak Japánban több, mint 100 ezer példányt adtak el belőle.
Jason Rullo egy rövid időre személyes problémákra hivatkozva kiszállt, helyére Thomas Walling került. Az 1998-as Twilight in Olympus lemezen is az ő játéka volt hallható.
A lemezmegjelenést világkörüli turné követte, majd Thomas Miller elhagyta a zenekart. Helyére Michael Lepond került.
1999-ben jelent meg a Prelude to the Millennium válogatásalbum, melyre Russell Allen újra felénekelte az elsőlemezes Masquerade dalt.

### 2000-es évektől napjainkig
A 2000-ben V-The New Mythology Suite címmel megjelent konceptalbumon, már ismét Jason Rullo dobolt. A zenekarnak ez volt az első lemeze, melyet a progresszív zenékre szakosodott német cég az InsideOut Music adott ki. Az Atlantisz szigetével és az egyiptomi mítoszokkal foglalkozó albumon, minden korábbinál több klasszikus zenei elem bukkant fel.
A zenekar a megjelenést követően európai turnéra indult, melynek esszenciáját a Live on the Edge of Forever albumon örökítették meg.
2002-ben új stúdiólemezt adtak ki The Odyssey címmel. A korong 24 perces címadó dala az Odüsszeusz című eposzt dolgozza fel.
Michael Pinnella 2004. október 12-én adta ki Enter By the Twelfth Gate című szólólemezét. Az énekes Russell Allen szólóalbuma 2005-ben jelent meg Atomic Soul címmel, melyen a klasszikus hard rock irányába mozdult el. Szintén 2005-ben felvett egy The Battle című albumot, az egykori Masterplan énekes Jorn Lande társaságában. A projekt az Allen/Lande nevet kapta. Az együttműködés még egy lemezt eredményezett 2007-ben.
2005-ben a Symphony X szerepelt a Dave Mustaine féle Gigantour fesztiválon is, melyen a Megadeth, a Dream Theater és az Anthrax voltak a főzenekarok. Az Inferno és az Of Sins and Shadows című Symphony X dalok megjelentek, a turnét dokumentáló Gigantour CD-n és DVD-n is, 2006 szeptemberében.

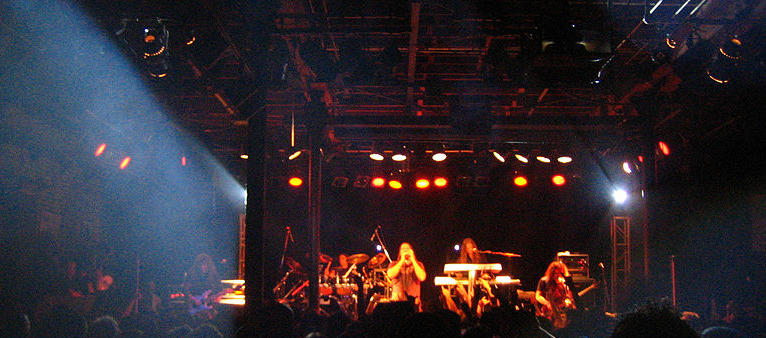
Symphony X koncert San Francisco városában 2007-ben.

2007-ben egy konceptalbumot adtak ki Paradise Lost címmel, mely John Milton Elveszett paradicsom című művét dolgozza fel. A lemez Michael Romeo stúdiójában került rögzítésre, a zenekar pedig az addigi legsötétebb hangulatú lemezeként nyilatkozott róla. A lemezt egy 14 hónapos turné követte, ahol ismét együtt játszottak a Dream Theaterrel.
A lemez felkerült a Billboard 200-as listájára is, a megjelenés hetében pedig 6300 példány talált belőle gazdára, a Top Heatseekers listáján pedig az első helyre került.
A zenekar 2007. július 28-án nyilvánosságra hozta első videóklipjét is, mely a Serpent's Kiss dalra készült. Ezt újabb videó követte a Set the World on Fire című dalra, mely 2008. január 11-én debütált.
2008 októberében és novemberében észak és dél-amerikai turnét bonyolítottak le, majd 2009 februárjában ázsia következett. Jelenleg a zenekar dolgozik az új albumán, de egy DVD kiadása is a terveik között szerepel.
2014. szeptember 9-én a zenekar bejelentette, hogy megkezdték következő albumuk felvételét, amely várhatóan a következő év első felében kerül kiadásra.

## Tagok

### Jelenlegi tagok
- Russell Allen − ének (1995-)
- Michael Romeo − gitár (1994-)
- Michael Pinnella − billentyűsök (1994-)
- Michael Lepond − basszusgitár (2000-)
- Jason Rullo − dob (1994-1998, 2000-)

### Korábbi tagok
- Rod Tyler − ének (1994)
- Thomas Miller − basszusgitár (1994−2000)
- Thomas Walling − dob (1998−2000)

## Diszkográfia
| Év   | Cím                         | Típus        | U.S. | FR  |
| ---- | --------------------------- | ------------ | ---- | --- |
| 1994 | Symphony X                  | nagylemez    | -    | -   |
| 1995 | The Damnation Game          | nagylemez    | -    | -   |
| 1997 | The Divine Wings of Tragedy | nagylemez    | -    | -   |
| 1998 | Twilight in Olympus         | nagylemez    | -    | -   |
| 1999 | Prelude to the Millennium   | válogatás    | -    | -   |
| 2000 | V: The New Mythology Suite  | nagylemez    | -    | -   |
| 2001 | Live on the Edge of Forever | koncertlemez | -    | 145 |
| 2002 | The Odyssey                 | nagylemez    | -    | 67  |
| 2007 | Paradise Lost               | nagylemez    | #123 | 60  |
| 2011 | Iconoclast                  | nagylemez    | 76   | -   |
| 2015 | Underworld                  |              |      |     |

## Videók
- The Serpent's Kiss - 2007
- Set The World On Fire - 2008